# Сысоево (Ростовская область)
Сысо́ево (Сысо́евский) — разъезд в Миллеровском районе Ростовской области. Входит в состав Колодезянского сельского поселения. 

## Население
| 2010 |
| ---- |
| 0    |

Население разъезда составляет на 2012 год составило 1 человек.

## История
В ноябре 1924 года посёлок Сысоевский вошёл в состав Туриловского сельсовета. По данным Всесоюзной переписи населения 1926 года — в Донецком округе Мальчевско-Полненского района Северо-Кавказского края РСФСР; 30 дворов, население — 213 человек (108 мужчин и 105 женщин), из них 125 казаков (64 мужчины и 61 женщина); все жители — украинцы.